# 2000

2000(이천)은 1999보다 크고 2001보다 작은 자연수다.

## 수학적 특징
- 합성수로, 그 약수는 총 20개다. (1, 2, 4, 5, 8, 10, 16, 20, 25, 40, 50, 80, 100, 125, 200, 250, 400, 500, 1000, 2000)
  - 2000의 진약수의 합은 2836이므로, 2000은 과잉수다.
- 22번째 아킬레스 수다. 앞의 아킬레스 수는 1944, 다음은 2312이다.
- 18번째 헵타나치 수다. 앞의 헵타나치 수는 1004, 다음은 3984다.
- 자릿수 제곱합이 제곱수인 106번째 자연수다. ({\displaystyle 2^{2}+0^{2}+0^{2}+0^{2}=2^{2}}) 이 성질을 지닌 앞의 수는 1933, 다음 수는 2012이다. (OEIS의 수열 A175396)

## 2000 이상 3000 미만의 자연수

### 2001~2099
- 2001: 303번째 쐐기수.
- 2002: 회문수.
- 2003: 304번째 소수, 61번째 소피 제르맹 소수(↔ 4007).
- 2005: 피타고라스 삼조의 빗변의 길이. ({\displaystyle 2005^{2}=1037^{2}+1716^{2}=1357^{2}+1476^{2}})
- 2006: 304번째 쐐기수.
- 2007: 18번째 십오각수.
- 2008: 197번째 불가촉수.
- 2009 = {\displaystyle 28^{2}+35^{2}}
- 2010: 198번째 불가촉수.
- 2011: 305번째 소수.
- 2012: 자릿수 제곱합이 제곱수인 107번째 자연수.
- 2013: 305번째 쐐기수.
- 2014: 306번째 쐐기수.
- 2015: 307번째 쐐기수.
- 2016: 63번째 삼각수, 14번째 이십사각수.
- 2017: 306번째 소수, 피타고라스 삼조의 빗변의 길이. ({\displaystyle 2017^{2}=792^{2}+1855^{2}})
- 2018: 반소수(2×1009).
  - 서로 다른 두 소수(13, 43)의 제곱합으로 나타낼 수 있는 32번째 반소수.
  - 7부터 18까지 연속하는 자연수 12개의 제곱합.
- 2020: 17부터 29까지 연속하는 네 소수의 제곱합.
- 2021
  - 자릿수 제곱합이 제곱수인 108번째 자연수.
  - 연속하는 두 소수(43, 47)의 곱.
- 2022: 308번째 쐐기수.
- 2024: 22번째 사면체수, 연속하는 두 짝수(44, 46)의 곱.
- 2025 = 452
  - {\displaystyle 2025=27^{2}+36^{2}}
  - 9 이하의 모든 자연수의 세제곱합. ({\displaystyle 1^{3}+2^{3}+3^{3}+\ldots +9^{3}=2025})
- 2027: 307번째 소수, 63번째 슈퍼 소수, 38번째 안전 소수(↔ 1013).
  - 서로 다른 세 소수(3, 13, 43)의 제곱합으로 나타낼 수 있는 22번째 소수.
- 2029: 308번째 소수, 피타고라스 삼조의 빗변의 길이. ({\displaystyle 2029^{2}=180^{2}+2021^{2}})
- 2031: 29번째 중심있는 오각수.
- 2035: 309번째 쐐기수, 37번째 오각수.
- 2036: 자릿수 제곱합이 제곱수인 109번째 자연수.
- 2037: 310번째 쐐기수.
- 2039: 309번째 소수, 62번째 소피 제르맹 소수(↔ 4079), 39번째 안전 소수(↔ 1019).
- 2041
  - 피타고라스 삼조의 빗변의 길이. ({\displaystyle 2041^{2}=360^{2}+2009^{2}=1159^{2}+1680^{2}})
  - 연속하는 두 팔각수(21, 40)의 제곱합.
- 2042: 반소수(2×1021).
  - 서로 다른 두 소수(19, 41)의 제곱합으로 나타낼 수 있는 33번째 반소수.
- 2044: 자릿수 제곱합이 제곱수인 110번째 자연수.
- 2045: 피타고라스 삼조의 빗변의 길이. ({\displaystyle 2045^{2}=693^{2}+1924^{2}=1204^{2}+1653^{2}})
- 2047: 23번째 십각수.
  - 2의 소수번째 거듭제곱에서 1을 뺀 수지만 소수가 아닌 가장 작은 수. (OEIS의 수열 A065341)
- 2048 = 211
- 2053: 310번째 소수.
- 2054: 311번째 쐐기수.
- 2055: 312번째 쐐기수.
- 2059: 29번째 칠각수.
- 2063: 311번째 소수.
  - 64번째 슈퍼 소수, 63번째 소피 제르맹 소수(↔ 4127), 40번째 안전 소수(↔ 1031).
  - 자릿수 제곱합이 제곱수인 111번째 자연수.
- 2065: 313번째 쐐기수.
- 2067: 314번째 쐐기수.
- 2069: 312번째 소수, 64번째 소피 제르맹 소수(↔ 4139).
  - 자릿수 제곱합이 제곱수인 112번째 자연수.
- 2070: 연속하는 두 자연수(45, 46)의 곱.
- 2071: 16부터 21까지 연속하는 자연수 6개의 제곱합.
- 2074: 315번째 쐐기수.
- 2080: 64번째 삼각수.
- 2081: 313번째 소수, 65번째 슈퍼 소수.
- 2082: 316번째 쐐기수.
- 2083: 314번째 소수.
- 2085: 317번째 쐐기수.
- 2086: 318번째 쐐기수.
- 2087: 315번째 소수.
- 2089: 316번째 소수.
- 2091: 319번째 쐐기수.
- 2093: 320번째 쐐기수.
- 2094: 321번째 쐐기수.
- 2096: 자릿수 제곱합이 제곱수인 113번째 자연수.
- 2099: 317번째 소수, 66번째 슈퍼 소수, 41번째 안전 소수(↔ 1049).

### 2100~2199
- 2101: 22번째 십일각수, 25번째 중심있는 칠각수.
- 2102: 자릿수 제곱합이 제곱수인 114번째 자연수.
- 2104: 3부터 18까지 연속하는 자연수 16개의 제곱합.
- 2105: 연속하는 세 팔각수(8, 21, 40)의 제곱합.
- 2107: 27번째 중심있는 육각수.
- 2109: 322번째 쐐기수, 18번째 사각뿔수.
- 2110: 323번째 쐐기수, 38번째 중심있는 삼각수.
- 2111: 318번째 소수.
- 2112: 회문수.
- 2113: 319번째 소수, 22번째 프로트 소수({\displaystyle 2113=33\times 2^{6}+1}), 33번째 중심있는 사각수.
- 2114: 324번째 쐐기수.
- 2115: 연속하는 두 홀수(45, 47)의 곱.
- 2116 = 462
- 2118: 325번째 쐐기수.
- 2120: 자릿수 제곱합이 제곱수인 115번째 자연수.
- 2121: 326번째 쐐기수, 21번째 십이각수.
- 2124: 자릿수 제곱합이 제곱수인 116번째 자연수.
- 2125: 25번째 구각수.
- 2127: 139 이하의 모든 소수의 합.
- 2129: 320번째 소수, 65번째 소피 제르맹 소수(↔ 4259).
- 2131: 321번째 소수.
- 2133: 27번째 팔각수.
- 2134: 327번째 쐐기수.
- 2135: 328번째 쐐기수.
- 2137: 322번째 소수.
- 2138: 반소수(2×1069).
  - 서로 다른 두 소수(17, 43)의 제곱합으로 나타낼 수 있는 34번째 반소수.
- 2139: 329번째 쐐기수.
- 2141: 323번째 소수, 66번째 소피 제르맹 소수(↔ 4283).
- 2142: 자릿수 제곱합이 제곱수인 117번째 자연수.
  - 2021년 11월 19일 문화재 관련 법령의 개정 전 대한민국의 보물에 지정된 마지막 일련번호.
- 2143: 324번째 소수.
- 2145: 65번째 삼각수, 연속하는 세 홀수(11, 13, 15)의 곱.
- 2146: 330번째 쐐기수.
- 2147: 38번째 오각수.
- 2150 = {\displaystyle 15^{2}+20^{2}+25^{2}+30^{2}}
- 2153: 325번째 소수.
- 2154: 331번째 쐐기수.
- 2158: 332번째 쐐기수.
- 2160: 18번째 십육각수.
- 2161: 326번째 소수.
- 2162: 333번째 쐐기수, 연속하는 두 자연수(46, 47)의 곱.
- 2163: 334번째 쐐기수.
- 2176: 16번째 이십각수, 30번째 중심있는 오각수, 16번째 오각뿔수.
- 2177: 연속하는 세 자연수(4, 5, 6)의 네제곱합.
- 2179: 327번째 소수.
- 2184: 연속하는 세 자연수(12, 13, 14)의 곱.
- 2185: 335번째 쐐기수, 10부터 19까지 연속하는 자연수 10개의 제곱합.
- 2187 = 37
- 2188: 10번째 모츠킨 수.
- 2190: 평년 6년의 날짜.
- 2193: 336번째 쐐기수, 17번째 십팔각수.
- 2196 = {\displaystyle 30^{2}+36^{2}}
- 2197 = 133, 13번째 삼십각수.
- 2198: 337번째 쐐기수.

### 2200~2299
- 2201: 자릿수 제곱합이 제곱수인 118번째 자연수.
- 2202: 338번째 쐐기수.
- 2203: 328번째 소수.
- 2205: 30번째 칠각수, 3번째 홀수 과잉수(진약수의 합: 2241).
- 2207: 329번째 소수, 42번째 안전 소수(↔ 1103), 16번째 뤼카 수.
- 2208: 연속하는 두 짝수(46, 48)의 곱.
- 2209 = 472
- 2210: 자릿수 제곱합이 제곱수인 119번째 자연수.
- 2211 = 339번째 쐐기수, 66번째 삼각수.
- 2213: 330번째 소수.
- 2214: 자릿수 제곱합이 제곱수인 120번째 자연수.
- 2218: 반소수(2×1109).
  - 서로 다른 두 소수(3, 47)의 제곱합으로 나타낼 수 있는 35번째 반소수.
- 2221: 331번째 소수, 67번째 슈퍼 소수.
- 2222: 회문수, 340번째 쐐기수.
  - 자릿수 제곱합이 제곱수인 121번째 자연수.
- 2223: 9번째 카프리카 수.
  - {\displaystyle 2223^{2}=4941729}이며, {\displaystyle 494+1729=2223}이므로 2223은 카프리카 수다.
- 2224: 39번째 중심있는 삼각수.
- 2230: 341번째 쐐기수.
- 2232: 24번째 십각수.
- 2233: 342번째 쐐기수.
- 2234: 반소수(2×1117).
  - 서로 다른 두 소수(5, 47)의 제곱합으로 나타낼 수 있는 36번째 반소수.
- 2235: 343번째 쐐기수.
- 2237: 332번째 소수.
- 2238: 344번째 쐐기수.
  - 자릿수 제곱합이 제곱수인 122번째 자연수.
- 2239: 333번째 소수.
- 2240 = {\displaystyle 8^{3}+12^{3}}
- 2241: 자릿수 제곱합이 제곱수인 123번째 자연수.
- 2242: 345번째 쐐기수, 19번째 십오각수.
- 2243: 334번째 소수.
  - 서로 다른 세 소수(3, 5, 47)의 제곱합으로 나타낼 수 있는 23번째 소수.
- 2245: 자릿수 제곱합이 제곱수인 124번째 자연수.
- 2247: 346번째 쐐기수.
- 2251: 335번째 소수.
- 2254: 자릿수 제곱합이 제곱수인 125번째 자연수.
- 2255: 347번째 쐐기수, 15번째 팔면체수.
- 2256: 연속하는 두 자연수(47, 48)의 곱.
- 2258: 반소수(2×1129).
  - 서로 다른 두 소수(7, 47)의 제곱합으로 나타낼 수 있는 37번째 반소수.
- 2260: 10번째 이십면체수.
- 2261: 348번째 쐐기수.
- 2262: 39번째 오각수.
- 2265: 349번째 쐐기수.
- 2266: 350번째 쐐기수.
- 2267: 336번째 소수.
  - 서로 다른 세 소수(3, 7, 47)의 제곱합으로 나타낼 수 있는 24번째 소수.
- 2269: 337번째 소수, 68번째 슈퍼 소수, 28번째 중심있는 육각수.
- 2270: 351번째 쐐기수.
- 2273: 338번째 소수, 67번째 소피 제르맹 소수(↔ 4547).
- 2274: 352번째 쐐기수.
- 2276: 26번째 중심있는 칠각수, 149 이하의 모든 소수의 합.
- 2278: 353번째 쐐기수, 67번째 삼각수.
  - 자릿수 제곱합이 제곱수인 126번째 자연수.
- 2281: 339번째 소수.
- 2282: 354번째 쐐기수.
- 2283: 자릿수 제곱합이 제곱수인 127번째 자연수.
- 2287: 340번째 소수.
  - 자릿수 제곱합이 제곱수인 128번째 자연수.
- 2289: 355번째 쐐기수.
- 2290: 356번째 쐐기수.
- 2293: 341번째 소수.
- 2294: 357번째 쐐기수.
- 2296: 28번째 팔각수.
  - {\displaystyle ab\times ba}의 꼴로 나타낼 수 있는 수열의 28번째, 82번째 수. (OEIS의 수열 A061205)
- 2297: 342번째 소수.
- 2298: 358번째 쐐기수.
- 2299: 17부터 22까지 연속하는 자연수 6개의 제곱합.

### 2300~2399
- 2300: 23번째 십일각수, 23번째 사면체수.
- 2301: 359번째 쐐기수, 26번째 구각수.
- 2303: 연속하는 두 홀수(47, 49)의 곱.
- 2304 = 482
- 2306
  - 자릿수 제곱합이 제곱수인 129번째 자연수.
  - 연속하는 두 개의 중심있는 사각수(25, 41)의 제곱합.
- 2309: 343번째 소수.
- 2310: 처음 다섯 소수의 곱(2×3×5×7×11).
- 2311: 344번째 소수.
- 2312: 23번째 아킬레스 수.
- 2314: 360번째 쐐기수.
- 2318: 361번째 쐐기수.
- 2325: 24번째 케이크 수.
- 2326: 31번째 중심있는 오각수.
- 2328: 자릿수 제곱합이 제곱수인 130번째 자연수.
- 2330: 362번째 쐐기수.
  - 7번째 섹시 소수쌍(31, 37)의 제곱합, 8부터 19까지 연속하는 자연수 12개의 제곱합.
- 2331: 연속하는 두 자연수(10, 11)의 세제곱합.
- 2332: 회문수, 22번째 십이각수.
- 2333: 345번째 소수.
- 2334: 363번째 쐐기수.
- 2337: 364번째 쐐기수.
- 2338: 365번째 쐐기수.
- 2339: 346번째 소수, 68번째 소피 제르맹 소수(↔ 4679).
  - 서로 다른 세 소수(3, 11, 47)의 제곱합으로 나타낼 수 있는 25번째 소수.
- 2340: 십오각형의 모든 내각의 합.
- 2341: 347번째 소수, 69번째 슈퍼 소수, 40번째 중심있는 삼각수.
- 2343: 366번째 쐐기수.
- 2345: 367번째 쐐기수.
- 2346: 68번째 삼각수.
- 2347: 348번째 소수.
- 2351: 349번째 소수, 70번째 슈퍼 소수, 69번째 소피 제르맹 소수(↔ 4703).
- 2352: 연속하는 두 자연수(48, 49)의 곱.
- 2354: 368번째 쐐기수.
- 2355: 369번째 쐐기수.
- 2356: 31번째 칠각수.
- 2357: 350번째 소수.
- 2360: 15번째 육각뿔수.
  - 자릿수 제곱합이 제곱수인 131번째 자연수.
- 2365: 370번째 쐐기수.
- 2371: 351번째 소수.
- 2373: 371번째 쐐기수.
- 2377: 352번째 소수.
- 2378: 372번째 쐐기수.
- 2379: 373번째 쐐기수.
- 2380: 40번째 오각수, 14번째 칠각뿔수, 14번째 오포체수.
- 2381: 353번째 소수, 71번째 슈퍼 소수, 35번째 중심있는 사각수.
  - 피타고라스 삼조의 빗변의 길이. ({\displaystyle 2381^{2}=69^{2}+2380^{2}})
- 2382: 374번째 쐐기수.
  - 자릿수 제곱합이 제곱수인 132번째 자연수.
- 2383: 354번째 소수.
- 2387: 375번째 쐐기수.
- 2389: 355번째 소수.
- 2390: 376번째 쐐기수.
- 2393: 356번째 소수, 70번째 소피 제르맹 소수(↔ 4787).
- 2397: 377번째 쐐기수, 29 이하의 모든 소수의 제곱합.
- 2398: 378번째 쐐기수.
- 2399: 357번째 소수, 71번째 소피 제르맹 소수(↔ 4799).

### 2400~2499
- 2400: 연속하는 두 짝수(48, 50)의 곱.
- 2401 = 74 = 492
- 2406: 23부터 26까지 연속하는 네 자연수의 제곱합.
- 2411: 358번째 소수.
- 2413: 19번째 십육각수.
- 2415: 69번째 삼각수.
- 2417: 359번째 소수, 72번째 슈퍼 소수.
- 2423: 360번째 소수.
- 2425: 25번째 십각수.
- 2427: 151 이하의 소수의 합.
- 2430: 20부터 24까지 연속하는 자연수 5개의 제곱합.
- 2431: 연속하는 세 소수의 곱.
- 2437: 361번째 소수, 29번째 중심있는 육각수.
- 2441: 362번째 소수.
- 2447: 363번째 소수, 43번째 안전 소수(↔ 1223).
- 2450: 50)의 곱.
- 2456: 4부터 19까지 연속하는 자연수 16개의 제곱합.
- 2457 = 33×7×13
  - {\displaystyle 2457=9^{3}+12^{3}}
- 2458: 27번째 중심있는 칠각수.
- 2459: 364번째 소수.
  - 72번째 소피 제르맹 소수(↔ 4919), 44번째 안전 소수(↔ 1229).
- 2461: 41번째 중심있는 삼각수.
- 2465 = 5×17×29

- 29번째 팔각수, 17번째 이십각수, 4번째 카마이클 수.
- 피타고라스 삼조의 빗변의 길이.

({\displaystyle 2465^{2}=784^{2}+2337^{2}=897^{2}+2296^{2}=1407^{2}+2024^{2}=1504^{2}+1953^{2}})
- 2466: 18번째 십팔각수.
- 2467: 365번째 소수.
- 2470: 19번째 사각뿔수.
- 2473: 366번째 소수.
- 2475: 연속하는 두 삼각수(45, 55)의 곱.
- 2477: 367번째 소수, 73번째 슈퍼 소수.
  - 피타고라스 삼조의 빗변의 길이. ({\displaystyle 2477^{2}=1748^{2}+1755^{2}})
- 2481: 32번째 중심있는 오각수.
- 2484: 27번째 구각수.
- 2485: 70번째 삼각수.
  - 11부터 20까지 연속하는 자연수 10개의 제곱합.
- 2490: 20번째 십오각수.
- 2491: 연속하는 두 소수의 곱.
- 2498: 반소수(2×1249).
  - 서로 다른 두 소수(17, 47)의 제곱합으로 나타낼 수 있는 38번째 반소수.
- 2499: 연속하는 두 홀수(49, 51)의 곱.

### 2500~2599
- 2500 = 502 = {\displaystyle {\frac {1}{4}}\times 10^{4}}
- 2501: 41번째 오각수.
- 2503: 368번째 소수.
- 2508: 24번째 십일각수.
- 2520 = {\displaystyle {\frac {1}{2}}\times 7!}
  - 18번째 고도 합성수.
  - 10 이하의 모든 자연수의 최소공배수.
  - 3부터 7까지 연속하는 자연수 5개의 곱.
  - 연속하는 두 십삼각수(36, 70)의 곱, 연속하는 세 육각수(6, 15, 28)의 곱.
  - 십육각형의 모든 내각의 합.
- 2521: 369번째 소수, 36번째 중심있는 사각수.
  - 피타고라스 삼조의 빗변의 길이. ({\displaystyle 2521^{2}=71^{2}+2520^{2}})
  - 연속하는 세 삼각수(21, 28, 36)의 제곱합.
- 2531: 370번째 소수.
  - 서로 다른 세 소수(3, 29, 41)의 제곱합으로 나타낼 수 있는 26번째 소수.
- 2539: 371번째 소수, 18부터 23까지 연속하는 자연수 6개의 제곱합.
- 2543: 372번째 소수, 73번째 소피 제르맹 소수(↔ 5087).
- 2549: 373번째 소수, 74번째 슈퍼 소수, 74번째 소피 제르맹 소수(↔ 5099).
- 2550: 연속하는 두 자연수(50, 51)의 곱.
- 2551: 374번째 소수.
- 2552: 회문숫자.
- 2553: 23번째 십이각수.
- 2555: 평년 7년의 날짜.
- 2556: 71번째 삼각수.
- 2557: 375번째 소수.
- 2562: 14번째 삼십각수.
- 2579: 376번째 소수, 45번째 안전 소수(↔ 1289).
  - 서로 다른 세 소수(3, 19, 47)의 제곱합으로 나타낼 수 있는 27번째 소수.
- 2581: 피타고라스 삼조의 빗변의 길이. ({\displaystyle 2581^{2}=781^{2}+2460^{2}=900^{2}+2419^{2}})
- 2584: 18번째 피보나치 수, 42번째 중심있는 삼각수.
  - 157 이하의 모든 소수의 합.
- 2591: 377번째 소수.
- 2592: 24번째 아킬레스 수.
- 2593: 378번째 소수.
- 2594: 연속하는 두 홀수(35, 37)의 제곱합.

### 2600~2699
- 2600: 24번째 사면체수.
  - 연속하는 두 팔각수(40, 65)의 곱, 연속하는 두 짝수(50, 52)의 곱.
- 2601 = 512, 17번째 오각뿔수.
- 2605: 피타고라스 삼조의 빗변의 길이. ({\displaystyle 2605^{2}=204^{2}+2597^{2}=923^{2}+2436^{2}})
- 2609: 379번째 소수, 75번째 슈퍼 소수.
- 2611: 30번째 중심있는 육각수.
- 2617: 380번째 소수.
- 2620: 2924와 친화수.
- 2621: 381번째 소수.
- 2625: 42번째 오각수.
- 2626: 26번째 십각수, 25번째 케이크 수.
- 2628: 72번째 삼각수.
- 2633: 382번째 소수.
- 2640: 30번째 팔각수.
- 2641: 33번째 중심있는 오각수.
- 2642: 반소수(2×1321).
  - 서로 다른 두 소수(31, 41)의 제곱합으로 나타낼 수 있는 39번째 반소수.
- 2647: 383번째 소수, 76번째 슈퍼 소수, 28번째 중심있는 칠각수.
- 2652: 연속하는 두 자연수(51, 52)의 곱.
- 2657: 384번째 소수, 피타고라스 삼조의 빗변의 길이. ({\displaystyle 2657^{2}=1568^{2}+2145^{2}})
- 2659: 385번째 소수.
- 2662: 회문수.
- 2663: 386번째 소수.
- 2665: 37번째 중심있는 사각수.
- 2666: 9부터 20까지 연속하는 자연수 12개의 제곱합.
- 2668 = 29×92
  - {\displaystyle ab\times ba}의 꼴로 나타낼 수 있는 수열의 29번째, 92번째 수. (OEIS의 수열 A061205)
- 2671: 387번째 소수.
- 2674: 28번째 구각수.
- 2677: 388번째 소수.
- 2680: 20번째 십육각수.
- 2683: 389번째 소수, 77번째 슈퍼 소수.
- 2687: 390번째 소수.
- 2688: 연속하는 세 짝수(12, 14, 16)의 곱.
- 2689: 391번째 소수, 23번째 프로트 소수({\displaystyle 2689=21\times 2^{7}+1}).
- 2692: 연속하는 두 구각수(24, 46)의 제곱합.
- 2693: 392번째 소수, 75번째 소피 제르맹 소수(↔ 5387).
- 2699: 393번째 소수, 76번째 소피 제르맹 소수(↔ 5399).
  - 서로 다른 세 소수(3, 29, 43)의 제곱합으로 나타낼 수 있는 28번째 소수.

### 2700~2799
- 2700: 25번째 아킬레스 수.
- 2701: 73번째 삼각수.
- 2703: 연속하는 두 홀수(51, 53)의 곱.
- 2704 = 522
- 2707: 394번째 소수.
- 2710: 43번째 중심있는 삼각수.
- 2711: 395번째 소수.
- 2713: 396번째 소수.
- 2719: 397번째 소수, 78번째 슈퍼 소수.
- 2725: 25번째 십일각수.
- 2728: 10번째 카프리카 수.
  - {\displaystyle 2728^{2}=7441984}이며, {\displaystyle 744+1984=2728}이므로 2728은 카프리카 수다.
- 2729: 398번째 소수.
- 2730: 연속하는 세 자연수(13, 14, 15)의 곱.
- 2731: 399번째 소수.
- 2736: 16번째 팔면체수.
- 2741: 400번째 소수, 77번째 소피 제르맹 소수(↔ 5483).
  - 피타고라스 삼조의 빗변의 길이. ({\displaystyle 2741^{2}=1491^{2}+2300^{2}})
- 2744 = 143
- 2747: 163 이하의 모든 소수의 합.
- 2749: 401번째 소수, 79번째 슈퍼 소수.
  - 피타고라스 삼조의 빗변의 길이. ({\displaystyle 2749^{2}=949^{2}+2580^{2}})
- 2750 = {\displaystyle 25^{2}+30^{2}+35^{2}}
- 2751: 21번째 십오각수.
- 2752: 43번째 오각수.
- 2753: 402번째 소수, 78번째 소피 제르맹 소수(↔ 5507), 24번째 프로트 소수({\displaystyle 2753=43\times 2^{6}+1}).
- 2755: 19번째 십팔각수.
- 2756: 연속하는 두 자연수(52, 53)의 곱.
- 2767: 403번째 소수.
- 2769 {\displaystyle \approx 10^{2}\times {\frac {360}{13}}}
- 2772: 18번째 이십각수, 회문수.
- 2775: 74번째 삼각수.
- 2777: 404번째 소수.
- 2784: 24번째 십이각수.
- 2785: 피타고라스 삼조의 빗변의 길이. ({\displaystyle 2785^{2}=936^{2}+2623^{2}=1633^{2}+2256^{2}})
- 2789: 405번째 소수.
- 2791: 406번째 소수, 31번째 중심있는 육각수.
  - 19부터 24까지 연속하는 자연수 6개의 제곱합.
- 2797: 407번째 소수.

### 2800~2899
- 2800: 6부터 10까지 연속하는 자연수 5개의 세제곱합.
- 2801: 408번째 소수, 피타고라스 삼조의 빗변의 길이. ({\displaystyle 2801^{2}=1960^{2}+2001^{2}})
- 2803: 409번째 소수, 80번째 슈퍼 소수.
- 2805: 12부터 21까지 연속하는 자연수 10개의 제곱합.
- 2806: 34번째 중심있는 오각수.
- 2808: 연속하는 두 짝수(52, 54)의 곱.
- 2809 = 532
  - 피타고라스 삼조의 빗변의 길이. ({\displaystyle 2809^{2}=1241^{2}+2520^{2}})
- 2813: 반소수(29×97), 38번째 중심있는 사각수.
  - 피타고라스 삼조의 빗변의 길이. ({\displaystyle 2813^{2}=75^{2}+2812^{2}=212^{2}+2805^{2}})
  - 서로 다른 두 소수(2, 53)의 제곱합으로 나타낼 수 있는 40번째 반소수.
- 2818: 서로 다른 두 소수(3, 53)의 제곱합으로 나타낼 수 있는 41번째 반소수.
- 2819: 410번째 소수, 46번째 안전 소수(↔ 1409).
  - 서로 다른 세 소수(3, 31, 43)의 제곱합으로 나타낼 수 있는 29번째 소수.
- 2821: 31번째 팔각수, 5번째 카마이클 수.
- 2825: 피타고라스 삼조의 빗변의 길이. ({\displaystyle 2825^{2}=424^{2}+2793^{2}=1144^{2}+2583^{2}})
- 2833: 411번째 소수.
- 2835: 27번째 십각수, 4번째 홀수 과잉수(진약수의 합: 2973).
- 2837: 412번째 소수.
- 2839: 44번째 중심있는 삼각수.
- 2840: 5부터 20까지 연속하는 자연수 16개의 제곱합.
- 2843: 413번째 소수, 29번째 중심있는 칠각수.
  - 서로 다른 세 소수(3, 5, 53)의 제곱합으로 나타낼 수 있는 30번째 소수.
- 2845: 피타고라스 삼조의 빗변의 길이. ({\displaystyle 2845^{2}=636^{2}+2773^{2}=1387^{2}+2484^{2}})
- 2850: 75번째 삼각수.
- 2851: 414번째 소수.
- 2856: 16번째 육각뿔수.
- 2857: 415번째 소수.
- 2858: 반소수(2×1429).
  - 서로 다른 두 소수(7, 53)의 제곱합으로 나타낼 수 있는 42번째 반소수.
- 2861: 416번째 소수, 피타고라스 삼조의 빗변의 길이. ({\displaystyle 2861^{2}=1900^{2}+2139^{2}})
- 2862: 연속하는 두 자연수(53, 54)의 곱.
- 2870: 20번째 사각뿔수.
- 2872: 16번째 테트라나치 수.
- 2873: 피타고라스 삼조의 빗변의 길이. ({\displaystyle 2873^{2}=825^{2}+2752^{2}=848^{2}+2745^{2}})
- 2879: 417번째 소수, 47번째 안전 소수(↔ 1439).
- 2880: 십팔각형의 모든 내각의 합.
- 2882: 44번째 오각수, 회문수.
- 2885: 피타고라스 삼조의 빗변의 길이. ({\displaystyle 2885^{2}=1533^{2}+2444^{2}=1917^{2}+2156^{2}})
- 2887: 418번째 소수.
- 2888: 26번째 아킬레스 수.
- 2890: 연속하는 두 홀수(37, 39)의 제곱합.
- 2897: 419번째 소수, 81번째 슈퍼 소수.
  - 피타고라스 삼조의 빗변의 길이. ({\displaystyle 2897^{2}=975^{2}+2728^{2}})

### 2900~2999
- 2903: 420번째 소수, 80번째 소피 제르맹 소수(↔ 5807), 48번째 안전 소수(↔ 1451).
- 2909: 421번째 소수, 82번째 슈퍼 소수.
  - 피타고라스 삼조의 빗변의 길이. ({\displaystyle 2909^{2}=1060^{2}+2709^{2}})
- 2914: 167 이하의 모든 소수의 합.
- 2915: 연속하는 두 홀수(53, 55)의 곱.
- 2916 = 542
- 2917: 422번째 소수, 피타고라스 삼조의 빗변의 길이. ({\displaystyle 2917^{2}=108^{2}+2915^{2}})
- 2920: 15번째 칠각뿔수, 평년 8년의 날짜.
- 2924: 2620과 친화수.
- 2925: 25번째 사면체수.
- 2926: 76번째 삼각수.
- 2927: 423번째 소수.
- 2929: 피타고라스 삼조의 빗변의 길이. ({\displaystyle 2929^{2}=1560^{2}+2479^{2}=1679^{2}+2400^{2}})
- 2939: 424번째 소수, 81번째 소피 제르맹 소수(↔ 5879).
  - 서로 다른 세 소수(3, 11, 53)의 제곱합으로 나타낼 수 있는 31번째 소수.
- 2941: 피타고라스 삼조의 빗변의 길이. ({\displaystyle 2941^{2}=540^{2}+2891^{2}=2059^{2}+2100^{2}})
- 2946: 법 4에 대한 체피쇼프 편향의 최소 반례.
- 2951: 26번째 십일각수.
- 2952: 26번째 케이크 수.
- 2953: 425번째 소수, 피타고라스 삼조의 빗변의 길이. ({\displaystyle 2953^{2}=1272^{2}+2665^{2}})
- 2955: 15번째 삼십각수.
- 2957: 426번째 소수, 피타고라스 삼조의 빗변의 길이. ({\displaystyle 2957^{2}=1275^{2}+2668^{2}})
- 2961: 21번째 십육각수.
- 2963: 427번째 소수, 82번째 소피 제르맹 소수(↔ 5927), 49번째 안전 소수(↔ 1481).
- 2965: 39번째 중심있는 사각수.
  - 피타고라스 삼조의 빗변의 길이. ({\displaystyle 2965^{2}=77^{2}+2964^{2}=756^{2}+2867^{2}})
- 2969: 428번째 소수, 83번째 소피 제르맹 소수(↔ 5939).
  - 피타고라스 삼조의 빗변의 길이. ({\displaystyle 2969^{2}=231^{2}+2960^{2}})
- 2970: 연속하는 두 자연수(54, 55)의 곱.
- 2971: 429번째 소수, 45번째 중심있는 삼각수.
- 2976: 35번째 중심있는 오각수.
- 2977: 32번째 중심있는 육각수.
- 2978: 반소수(2×1489).
  - 서로 다른 두 소수(13, 53)의 제곱합으로 나타낼 수 있는 43번째 반소수.
- 2993: 피타고라스 삼조의 빗변의 길이. ({\displaystyle 2993^{2}=1425^{2}+2632^{2}=1768^{2}+2415^{2}})
- 2999: 430번째 소수, 50번째 안전 소수(↔ 1499).